# Velká Chmelištná
Velká Chmelištná (en allemand : Groß Chmelischen) est une commune du district de Rakovník, dans la région de Bohême-Centrale, en République tchèque. Sa population s'élevait à 63 habitants en 2020.

## Géographie
Velká Chmelištná se trouve à 7 km au sud-est de Jesenice, à 15 km à l'ouest-sud-ouest de Rakovník et à 64 km à l'ouest de Prague.
La commune est limitée par Jesenice et Oráčov au nord, par Řeřichy et Václavy à l'est, par Čistá au sud, et par Drahouš à l'ouest.

## Histoire
La première mention écrite de la localité date de 1352.

## Administration
La commune se compose de deux quartiers :
- Velká Chmelištná
- Hůrky

## Transports
Par la route, Velká Chmelištná se trouve à 22 km de Rakovník et à 80 km du centre de Prague.